# 人類蛋白質組組織
人類蛋白質組組織(Human Proteome Organization (HUPO))是國家蛋白質組學研究協會、政府研究人員、學術機構以及行業合作夥伴等之國際合作組織。 HUPO成立於2001年6月，它促進了蛋白質組學研究的開發和認知，倡導在世界各地的蛋白質組學研究人員，並促進HUPO成員和倡議之間的科學合作。最終，它組織更好地，更全面地對人類蛋白质组的了解。

## 主要成員，過去和現在
- 羅爾夫·阿懷勒(Rolf Apweiler)
- 薩米爾·哈納須(Samir Hanash)
- 马蒂亚斯·曼
- 吉爾·歐門(OmennGil Omenn)
- 白陽其(Young-Ki Paik)

## 外部連結
- US HUPO （页面存档备份，存于）
- Asia Oceania HUPO （页面存档备份，存于）
- Latin American HUPO
- Korea HUPO (KHUPO) （页面存档备份，存于）